# La principessa del sogno
La principessa del sogno è un film del 1942 diretto da Roberto Savarese e Maria Teresa Ricci, che divenne così la prima regista donna del cinema italiano dell'epoca sonora.

## Trama
Elisabetta, una giovane cresciuta in un orfanotrofio, nella sua solitudine, viene spesso presa da momenti di autentica fantasticheria che la portano ad immaginarsi una vera principessa immersa in un mondo fiabesco, sino al giorno in cui incontra Goffredo, un vero principe: tra i due nasce immediatamente l'amore.
Nonostante la famiglia del nobile giovane si opponga in tutti i modi, i due si sposano di nascosto, dopo un incidente che ha coinvolto Elisabetta riducendola in fin di vita. Guarita, la giovane sposa deve affrontare le ire della famiglia del principe, che tenta in ogni modo di dividere i giovani sposi, sino al lieto fine, che porterà la felicità ai due innamorati incompresi.

## Produzione
Tratto da un racconto di Luciana Peverelli, il film prodotto dalla Fono Roma di Salvatore Persichetti, venne girato nel 1942 presso gli stabilimenti della FERT di Torino.

## Distribuzione
Il film venne distribuito nelle sale cinematografiche italiane l'11 agosto 1942.

## La critica
« Naufraga questa fiaba cinematografica tratta da un racconto di Luciana Peverelli, in un oceano di glucosio. La principessa del sogno, senza averne la poesia e la grazia, ha il lezio e l'affettazione delle storielle infantili...» dal Corriere della Sera del 5 settembre 1942.

## Altri dati
- Visto di censura: 31.691 del 19 agosto 1942.